# Città della Polonia

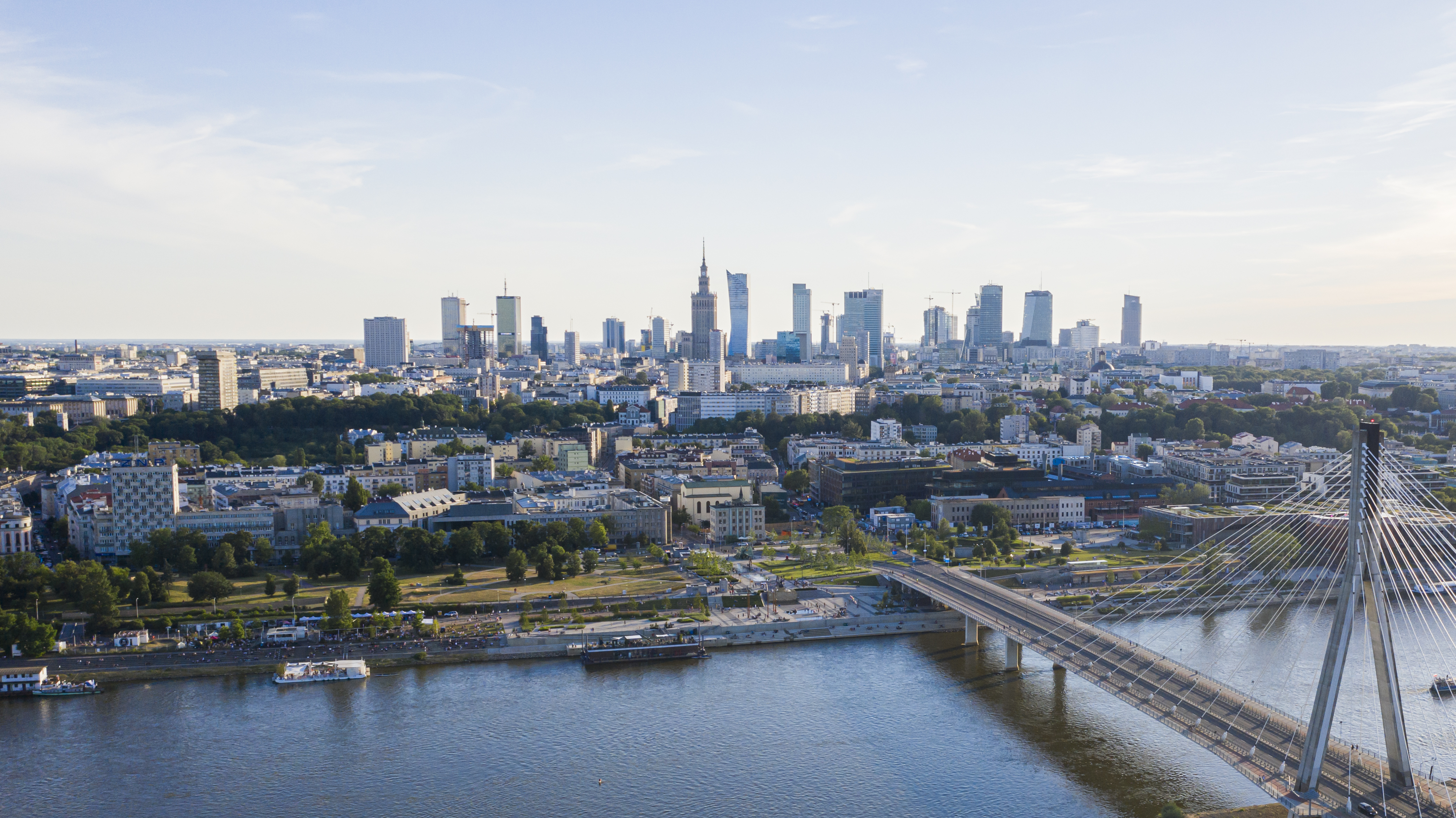
Varsavia

Nella seguente tabella vengono elencate, in ordine decrescente per popolazione, le città della Polonia con almeno 100 000 abitanti alla data del 30 giugno 2020. 

In grassetto sono indicate le città che sono anche capoluogo del voivodato (o sedi della sua assemblea legislativa).

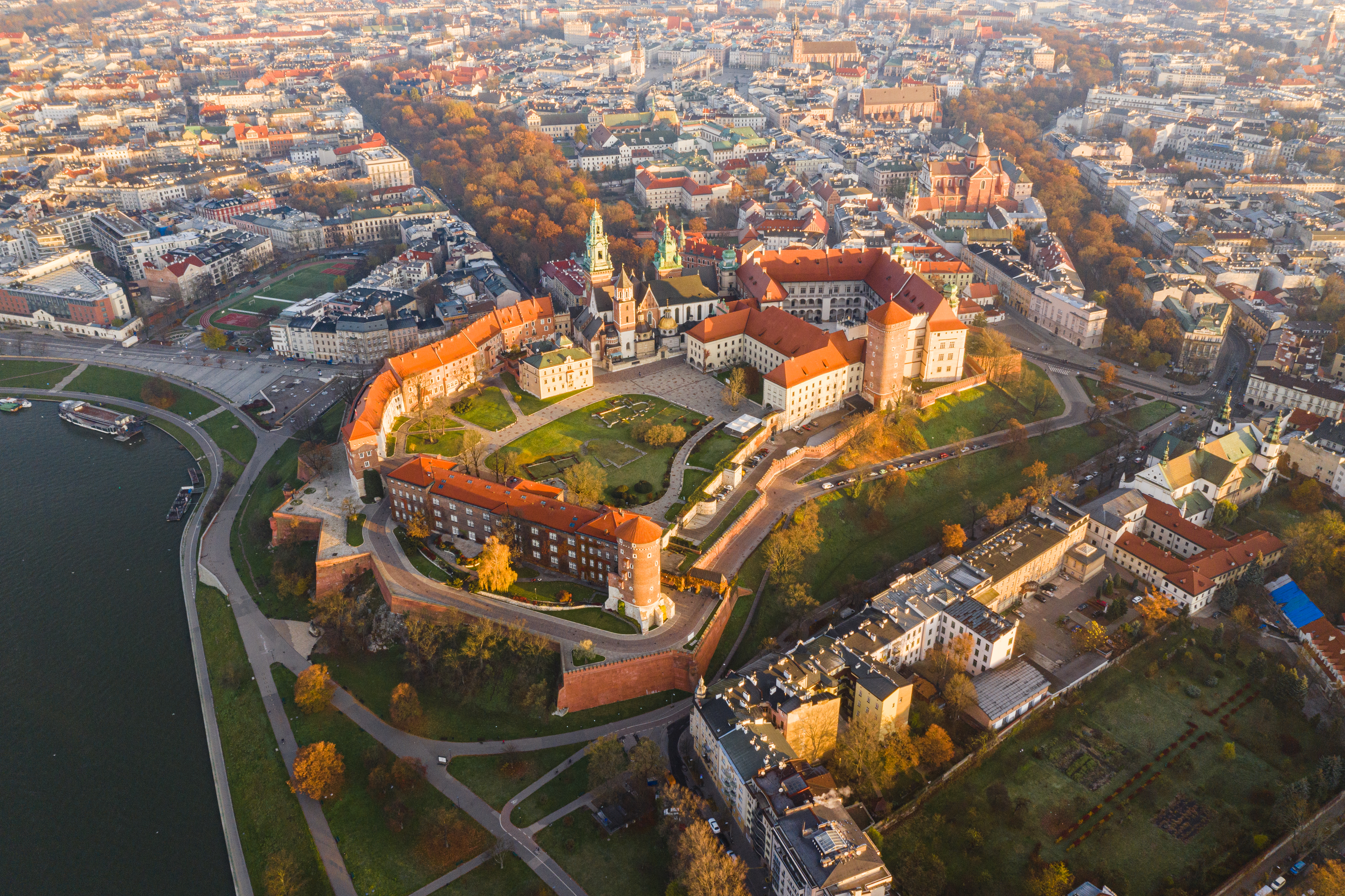
Cracovia

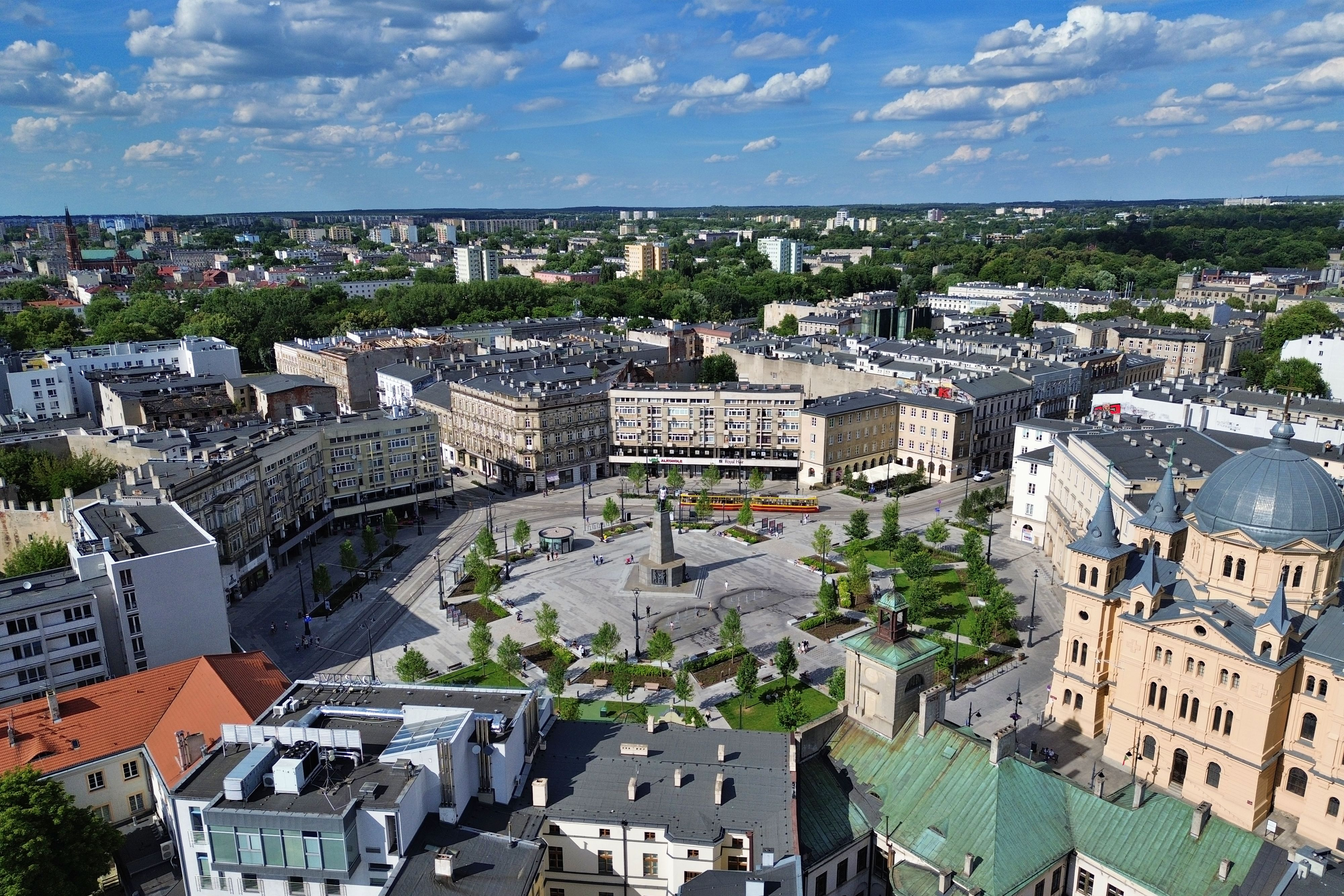
Łódź

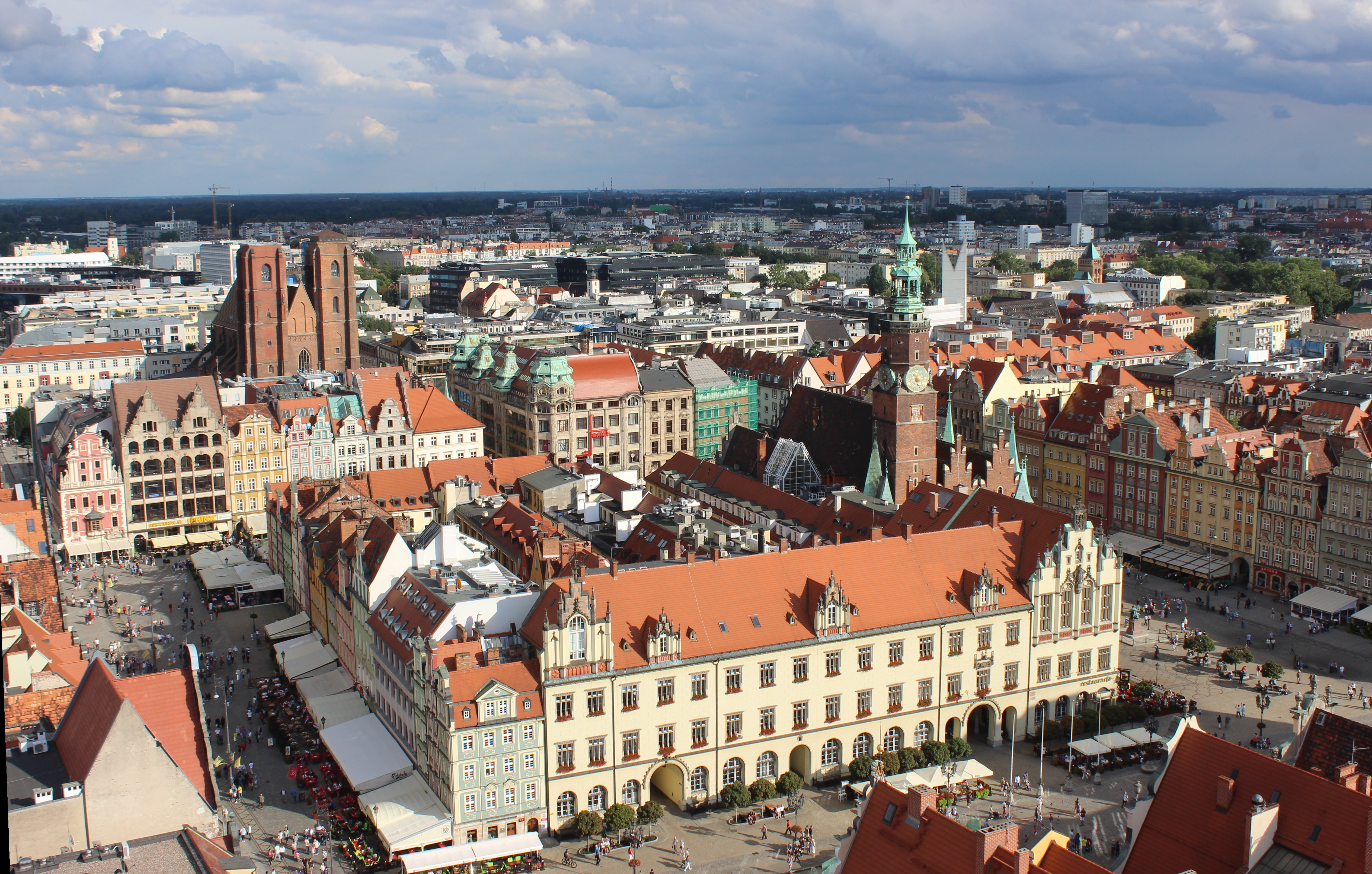
Breslavia

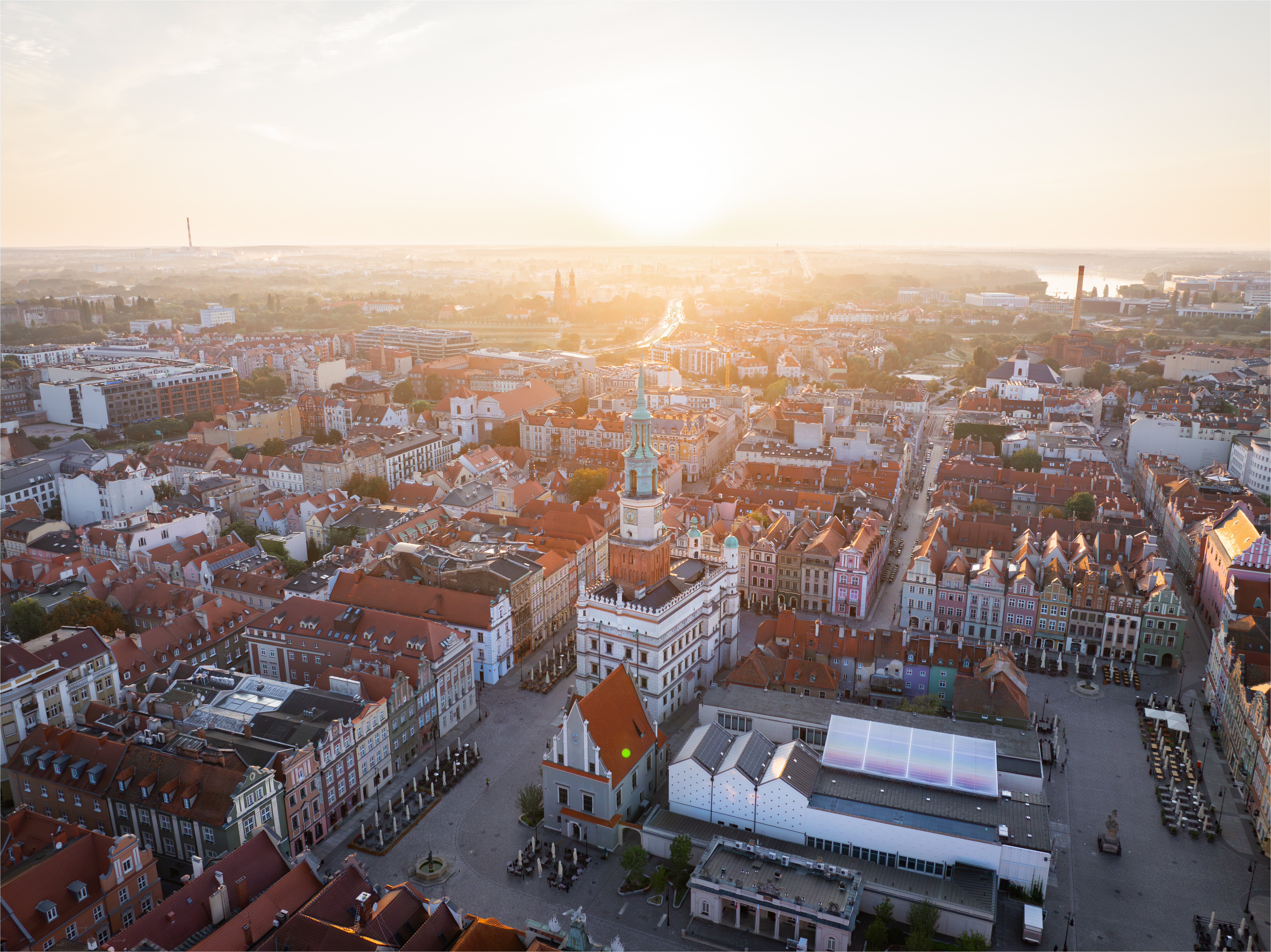
Poznań

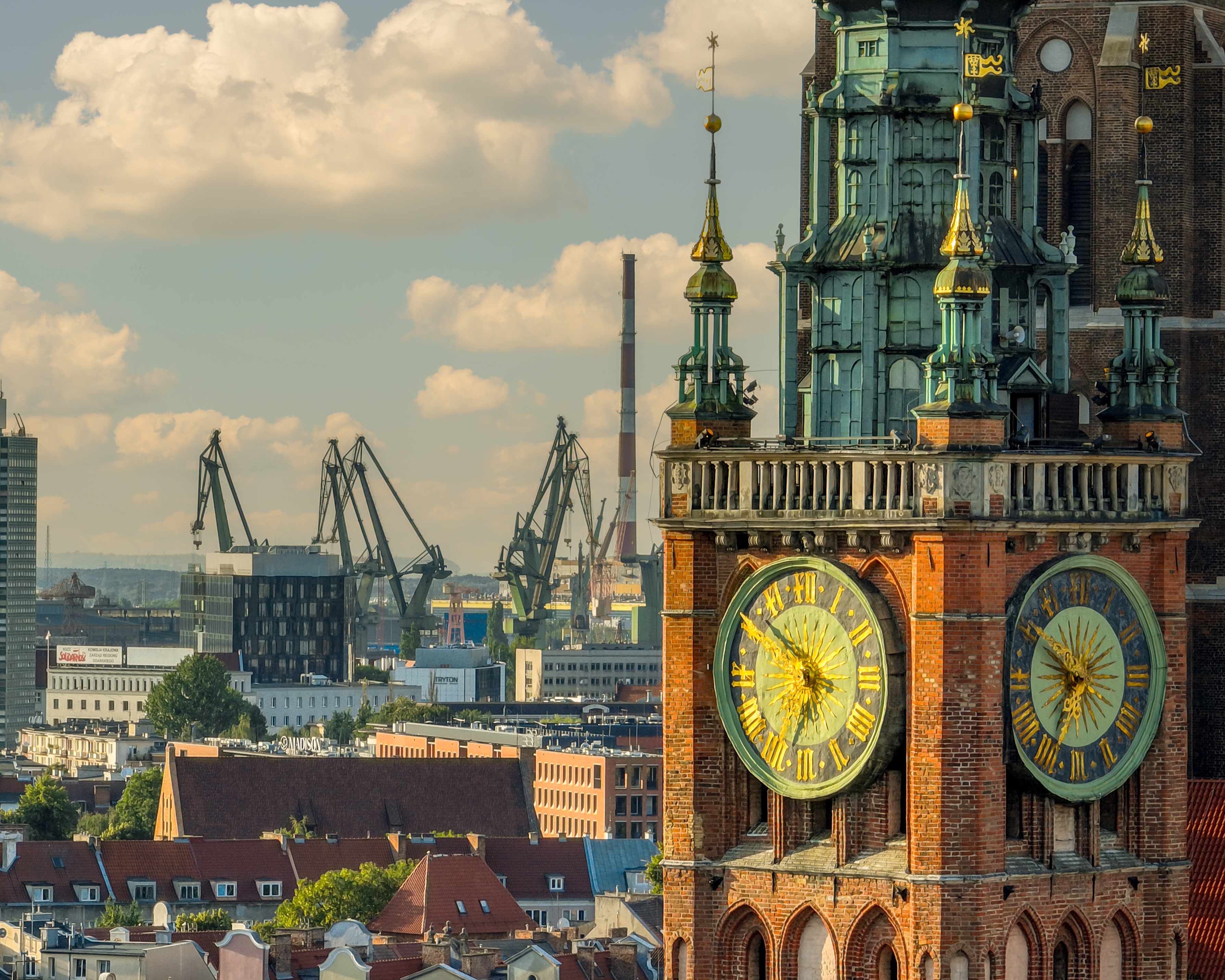
Danzica

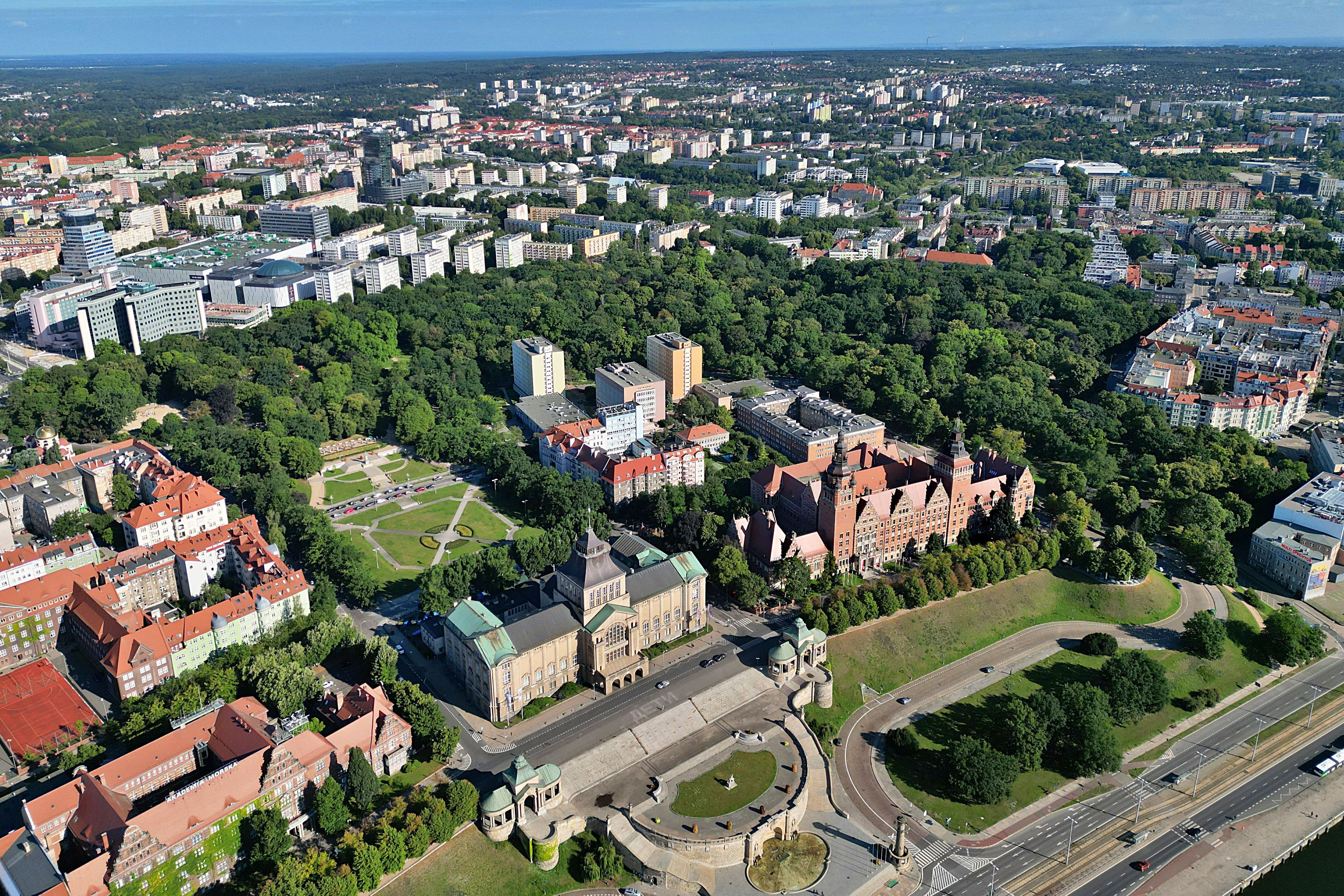
Stettino

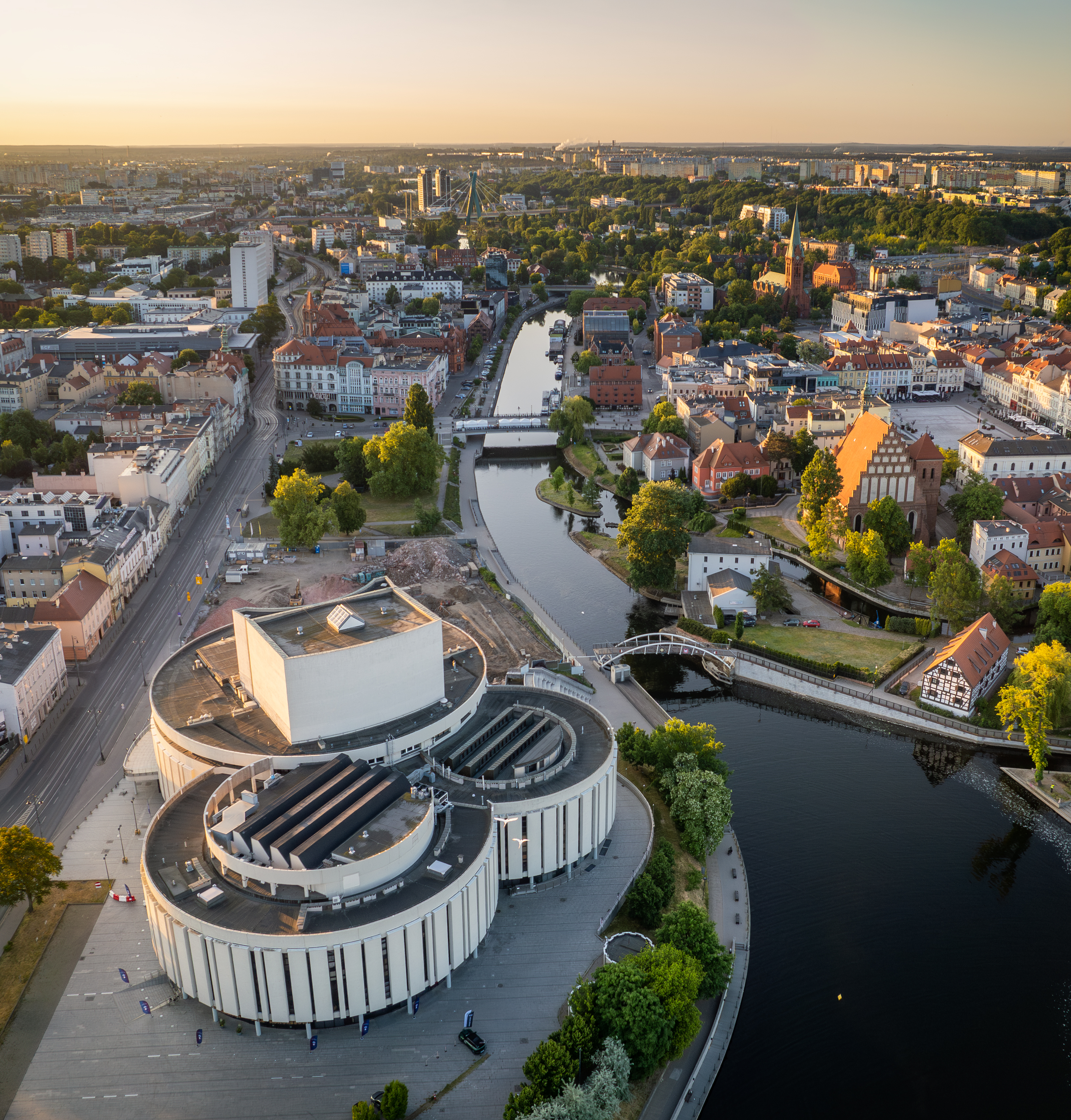
Bydgoszcz

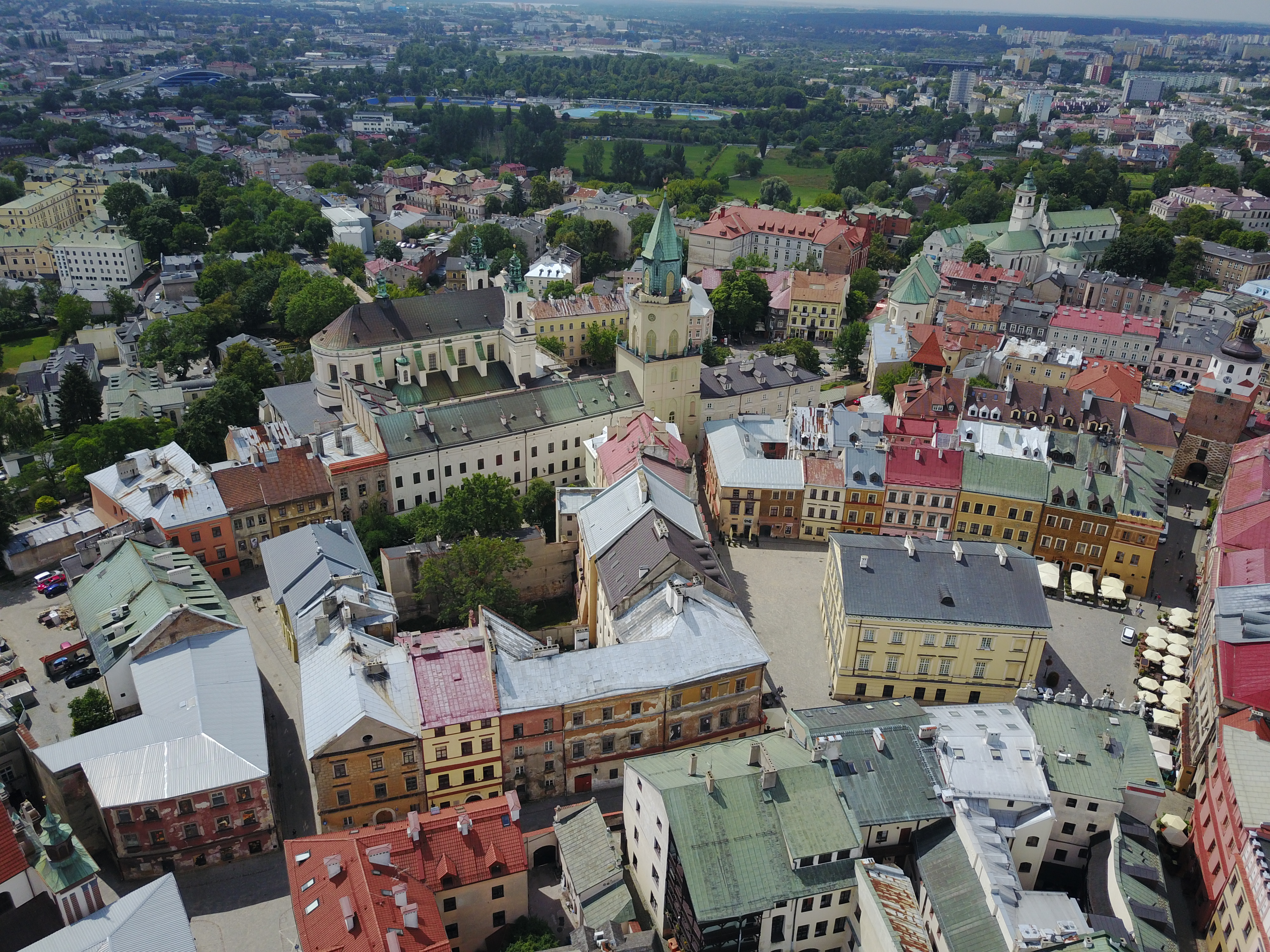
Lublino

| N° | Città               | Abitanti  | Voivodato             | Note                           |
| -- | ------------------- | --------- | --------------------- | ------------------------------ |
| 1  | Varsavia (Warszawa) | 1 793 579 | Masovia               | Area metropolitana di Varsavia |
| 2  | Cracovia (Kraków)   | 780 981   | Piccola Polonia       | Area metropolitana di Cracovia |
| 3  | Breslavia (Wrocław) | 673 531   | Bassa Slesia          |                                |
| 4  | Łódź                | 648 711   | Łódź                  | Area metropolitana di Łódź     |
| 5  | Poznań              | 533 830   | Grande Polonia        | Area metropolitana di Poznań   |
| 6  | Danzica (Gdańsk)    | 471 525   | Pomerania             | Area metropolitana di Danzica  |
| 7  | Stettino (Szczecin) | 400 990   | Pomerania Occidentale |                                |
| 8  | Bydgoszcz           | 346 739   | Cuiavia-Pomerania     |                                |
| 9  | Lublino (Lublin)    | 339 547   | Lublino               |                                |
| 10 | Białystok           | 297 585   | Podlachia             |                                |
| 11 | Katowice            | 291 774   | Slesia                | Area metropolitana di Katowice |
| 12 | Gdynia              | 245 867   | Pomerania             | Area metropolitana di Danzica  |
| 13 | Częstochowa         | 219 278   | Slesia                |                                |
| 14 | Radom               | 210 532   | Masovia               |                                |
| 15 | Toruń               | 201 106   | Cuiavia-Pomerania     |                                |
| 16 | Sosnowiec           | 198 996   | Slesia                | Area metropolitana di Katowice |
| 17 | Rzeszów             | 196 821   | Precarpazi            |                                |
| 18 | Kielce              | 194 218   | Santacroce            |                                |
| 19 | Gliwice             | 178 186   | Slesia                | Area metropolitana di Katowice |
| 20 | Olsztyn             | 171 853   | Varmia-Masuria        |                                |
| 21 | Zabrze              | 171 691   | Slesia                | Area metropolitana di Katowice |
| 22 | Bielsko-Biała       | 170 303   | Slesia                |                                |
| 23 | Bytom               | 164 447   | Slesia                | Area metropolitana di Katowice |
| 24 | Zielona Góra        | 141 280   | Lubusz                |                                |
| 25 | Rybnik              | 137 782   | Slesia                |                                |
| 26 | Ruda Śląska         | 137 030   | Slesia                | Area metropolitana di Katowice |
| 27 | Opole               | 128 012   | Opole                 |                                |
| 28 | Tychy               | 127 307   | Slesia                | Area metropolitana di Katowice |
| 29 | Gorzów              | 123 341   | Lubusz                |                                |
| 30 | Elbląg              | 119 097   | Varmia-Masuria        |                                |
| 31 | Płock               | 118 989   | Masovia               |                                |
| 32 | Dąbrowa Górnicza    | 118 899   | Slesia                | Area metropolitana di Katowice |
| 33 | Wałbrzych           | 110 603   | Bassa Slesia          |                                |
| 34 | Włocławek           | 109 347   | Cuiavia-Pomerania     |                                |
| 35 | Tarnów              | 108 177   | Piccola Polonia       |                                |
| 36 | Chorzów             | 107 443   | Slesia                | Area metropolitana di Katowice |
| 37 | Koszalin            | 106 880   | Pomerania Occidentale |                                |